# Avarua (cratera)
Avarua é uma cratera marciana. Tem como característica 52 quilômetros de diâmetro. Tem este nome em homenagem à capital das Ilhas Cook - Avarua.